# Ramaria flavoides
Ramaria flavoides är en svampart som beskrevs av Schild 1981. Enligt Catalogue of Life ingår Ramaria flavoides i släktet Ramaria,  och familjen Gomphaceae, men enligt Dyntaxa är tillhörigheten istället släktet Ramaria,  och familjen Ramariaceae. Artens status i Sverige är: Ej påträffad. Inga underarter finns listade i Catalogue of Life.